# Bo Erias
Baltico S. "Bo" Erias (nacido el 30 de julio de 1932 en Astoria, Queens, Nueva York y fallecido el 25 de enero de 2007 en Niagara Falls, Nueva York) fue un jugador de baloncesto estadounidense que disputó una temporada en la NBA. Con 1,91 metros de estatura, jugaba en la posición de alero.

## Trayectoria deportiva

### Universidad
Jugó durante cuatro temporadas con los Purple Eagles de la Universidad de Niágara, en las que promedió 10,2 puntos por partido.

### Profesional
Fue elegido en la cuadragésimo tercera posición del Draft de la NBA de 1954 por Rochester Royals, pero no fue hasta tres años más tarde cuando fue traspasado a los Minneapolis Lakers a cambio de Art Spoelstra. Incorporado en el mes de febrero, disputó únicamente 18 partidos, en los que promedió 8,2 puntos y 4,6 rebotes.

## Estadísticas de su carrera en la NBA

### Temporada regular
| Temporada | Edad | Equipo             | Liga | P  | TIT | MIN  | TC  | TCA | %TC  | 3P | 3PA | %3P | TL  | TLA | %TL  | R.OF. | R.DEF. | REB | ASIS | ROB | TAP | PER | FP  | PTS |
| 1957-58   | 25   | Minneapolis Lakers | NBA  | 18 |     | 22.3 | 3.3 | 9.4 | .347 |    |     |     | 1.7 | 2.6 | .638 |       |        | 4.6 | 1.4  |     |     |     | 2.9 | 8.2 |
| Total     |      |                    | NBA  | 18 |     | 22.3 | 3.3 | 9.4 | .347 |    |     |     | 1.7 | 2.6 | .638 |       |        | 4.6 | 1.4  |     |     |     | 2.9 | 8.2 |